# 成功的滋味
《成功的滋味》（英語：Sweet Smell of Success）是一部1957年上映的美国电影，由希尔-赫克特-兰卡斯特制片公司制作，联合艺术家公司发行，亚历山大·麦肯德里克执导，伯特·兰卡斯特和托尼·柯蒂斯领衔主演。电影剧本由克利福德·奥德斯、恩斯特·莱赫曼与导演麦肯德里克一起根据莱赫曼的小说改编。电影讲述了一位很有势力的报纸专栏作家J·J·汉赛克利用自己的关系和影响力，毁掉妹妹和一个他认为不合适男子之间恋情的故事。
虽然在前期试映时获得的反响不佳，但《成功的滋味》多年来的好评度已大为提高。1993年，该片因其“文化、历史和审美方面的显著成就”，被美国国会图书馆列入国家电影登记部下属的国家电影保存委员会保护电影名单。
2002年，马文·哈姆利奇、克雷格·卡尼里亚和约翰·格尔共同制作的同名音乐剧上映；次年，美国影艺协会评选AFI百年电影史百大银幕英雄与恶魔，J·J·汉赛克在其中的恶魔榜上名列第35位。

## 剧情
J·J·汉塞克（伯特·兰卡斯特）是一位有全国性知名度的报纸专栏作家，西德尼·法尔科（托尼·柯蒂斯饰）是曼哈顿的一个新闻代理。汉塞克有个叫苏珊的妹妹（苏珊·哈里森饰）爱上了一个乐队的年轻小伙史蒂夫·达拉斯（马丁·米尔纳饰），但汉塞克觉得这么个爵士吉他手配不上自己的妹妹，于是命令法尔科想办法拆散他们，但是他没有成功，于是汉塞克就开始从中作梗，要让法尔科在这个行业里待不下去。
汉塞克的影响让法尔科失去了客户，走投无路的他决定做出最后一博。他来到市里有名的21街俱乐部找到汉塞克给出了一个计划，先是通过一个与汉塞克竞争的专栏散佈谣言，称达拉斯是一个抽大烟的共产党，然后再由汉塞克出面扮好人，挽救达拉斯的声誉，但是这个倔强的年轻人因为知道汉塞克一直反对妹妹和自己在一起，所以肯定不会接受汉塞克的帮助，这样，他就会因为不通事理而在苏珊心目中的形象大打折扣。
从一定程度上，这个方案奏效了，心高气傲的达拉斯无法克制自己对汉塞克出言不逊，并且要求苏珊在自己和哥哥之间做出选择。胆小的苏珊为了保护男友不被哥哥所害，于是只能选择和他分手。然而，汉塞克心胸狭窄，刚才达拉斯的过分言语已经激怒了他，他决定不顾法尔科的建议彻底毁掉这个年轻人。他希望将大麻栽赃到对方身上，然后找早已被收买的腐败警察哈里·凯罗中尉（埃米尔·梅尔饰）逮捕达拉斯，并好好地教训他一顿。
如此肮脏的一条毒计连法尔科都感到可怕并且不愿参与其中，不过汉塞克承诺事后会休一段时间的长假，休假期间自己的专栏就交给法尔科来打点。于是法尔科动心了，他在夜总会趁达拉斯在台上表演时将混有大麻的香烟放进了对方的大衣口袋，结果达拉斯演出完后刚一走出夜总会就遇上了凯罗。
法尔科被召唤到汉塞克的顶楼公寓，却发现汉塞克不在，而苏珊正准备跳楼自杀。他把她抱了下来时汉塞克正好走进来，以为法尔科想非礼自己的妹妹，于是大怒之下开始拳脚相向，但苏珊却站在一旁什么也不说，法尔科又恨又怕不敢还手，他一边求饶一边解释说自己是接到要求他前来的电话才来的，但汉塞克说自己从来没有打电话叫他来这里。这时苏珊走上来让哥哥不要再打了，法尔科立即意识到这都是苏珊陷害自己的圈套，因为她恨自己陷害了她的男友，害得他们鸳鸯离散，却不知道原来自己的哥哥才是始作俑者。法尔科激动之下告诉苏珊，自己只是听从汉塞克的命令去毁掉达拉斯的声誉及与苏珊的关系。但刚说出口他意识到自己犯下了大错，可是已经太迟了，汉塞克打了个电话给凯罗，让他对付法尔科，法尔科仓皇逃窜，但还是被那个可怕的警察在时代广场抓到。
回到顶楼，苏珊收拾好了行李，告诉哥哥法尔科没有说谎，自己的确是打算自杀，因为死也好过与他生活在一起。临走时她说自己要去找达拉斯，告诉汉塞克，自己并不恨他，而只是可怜他。

## 演员
- 伯特·兰卡斯特饰J·J·汉赛克
- 托尼·柯蒂斯饰西德尼·法尔科
- 苏珊·哈里森饰苏珊·汉赛克
- 马丁·米尔纳（英语：Martin Milner）饰史蒂夫·达拉斯
- 山姆·莱文尼（Sam Levene）饰弗兰克·D·安吉罗
- 奇可·汉密尔顿（英语：Chico Hamilton）饰他自己
- 埃米尔·梅尔（Emile Meyer）饰哈里·凯罗
- 芭芭拉·尼科尔斯（英语：Barbara Nichols）饰丽塔

## 制作
1954年，英国广播公司收购了伊灵工作室，面临潜在失业风险的导演亚历山大·麦肯德里克开始接拍好莱坞的娱乐片:137。由于独立制片公司希尔-赫克特-兰卡斯特以改编萧伯纳的剧本《魔鬼的门徒》加以引诱，他拒绝了像加里·格兰特和大卫·O·塞尔兹尼克这样的大牌:139。结果这个项目在前期制作时就宣告失败而取消，于是导演希望解约。哈罗德·赫克特拒绝了他的要求，希望麦肯德里克开始接手另一个项目，将恩斯特·莱赫曼的小说《成功的滋味》改编成电影:140。
莱赫曼的故事原本发表在1950年的《时尚》杂志上，当时由于杂志主编不希望“气味”（smell）这个词出现在出版物上于是更名为《告诉我明天什么样！》:140。这个故事是根据作者自己给《好莱坞报道》专栏作家欧文·霍夫曼（Irving Hoffman）当助手时的亲身经历编写的。霍夫曼为此之后一年半时间没有和莱赫曼说过话:141，然后他在专栏中推测，莱赫曼可以成为一位优秀的剧作家，这以后不到一星期派拉蒙电影公司就打电话给莱赫曼，请他前往洛杉矶商谈。莱赫曼应邀前往后，开始在好莱坞的一段显赫的编剧生涯，先后创作了《纵横天下》、《龙凤配》、《西北偏北》和《国王与我》等多部成功的作品:141。

### 前期制作
等到希尔-赫克特-兰卡斯特收购《成功的滋味》电影版权时，莱赫曼的位置不仅是改编自己小说的编剧，还是电影的导演和制片人:141。经过选取拍摄地点后，赫克特告知莱赫曼负责电影发行的联艺公司对由一位新手来担任导演心存疑虑，因此赫克特将这一职位交给了麦肯德里克。后者一开始对接拍一部对话如此之多的剧本持保留态度，所以他与莱赫曼开始对之进行了持续数星期的改写，以令其更适合拍成电影:142。到了剧本即将完成时莱赫曼病倒了，不得不退出电影的制作，詹姆斯·希尔接手后请帕迪·查耶夫斯基继续莱赫曼的工作，而麦肯德里克则建议请来克利福德·奥德斯，这位剧作家本有左翼英雄的名声，但却因为在众议院非美活动委员会前作证指认他人而备受争议。
麦肯德里克本预计奥德斯将需要两到三星期来给剧本润色，但他实际却花了4个月的时间。导演对此回忆道，“我们完全没有最终剧本就这么开拍了，克利福德从头到尾重建了（整个剧本）”:143。大部分剧情都没变，但在麦肯德里克的自传中写道，“克利福德所做的实际上是拆除了任何一段情节的结构，然后再将其中的局面和关系全都重建得更加复杂，有更大的张力和更剧烈的能量”:143。这一过程需要时间，开拍日期又不能延误，所以奥德斯不得不跟着剧组一起到曼哈顿，以便在电影拍摄期间可以继续改写剧本，许多内容都是在他写出的当天就直接进行拍摄。导演表示由于时间上过于紧张，克利福德实在没有办法对剧本中的台词全面地进行删改，所以剧组包括演员在内的其他几位主创人员会一起讨论这个问题:144。
托尼·柯蒂斯当时与环球影业签有合约，该公司担心他出演西德尼·法尔科一角会毁掉自己的事业:145，而柯蒂斯已经厌倦了出演帅小伙，并希望可以证明自己的演技，所以还是决定继续。对J·J·汉塞克的演员人选起初曾考虑过奥逊·威尔斯，麦肯德里克则打算请休姆·克罗宁出演，因为该演员与沃尔特·温切尔更相像，此人正是小说中汉塞克一角的原型:145。莱赫曼在接受采访时表示威切尔是自己小说版本人物的灵感来源，但这与电影版本中的角色有所不同。联艺公司希望由伯特·兰卡斯特出演汉塞克，因为他之前出演电影的票房表现不错，并且还曾与柯蒂斯在《空中飞人》中有过一次成功的合作:145。与兰卡斯特的电影公司签有合约的罗伯特·沃恩本将出演史蒂夫·达拉斯一角，但却在电影开拍前应征入伍。
希尔-赫克特-兰卡斯特公司同意让导演在开拍前先熟悉一下纽约市。在《成功的滋味笔记》中麦肯德里克表示，“纽约的一个特征，特别是从42街到57街之间，就是拥挤的人行道上神经兮兮的能量。我认为这是故事中角色最基本的一个动力，是丑陋的野心和贪婪。”:145他从多个固定的地点拍下多张城市照片然后录制成全景，并且一回到好莱坞就将之钉到墙上进行研究:146。
大提琴演奏家弗里德·卡兹（Fred Katz）和鼓手奇可·汉密尔顿曾在片中以自己的真实身份短暂露面，两人为电影创作了一段乐曲，但最后没有采用，而是使用了埃尔默·伯恩斯坦的配乐。

### 主体拍摄
麦肯德里克于1956年末开始了电影的拍摄，这一过程中一直担惊受怕，因为希尔-赫克特-兰卡斯特一向有着因为一点鸡毛蒜皮的小事儿甚至没有任何原因就炒导演鱿鱼的名声:147。导演在一个镜头开拍前都会先进行大量的排练，而且由于剧本跟不上，经常是编剧写出几页后才过一到两小时他就拍到了这几页。兰卡斯特的在场也让麦肯德里克感到紧张，因为他既是主演又是制片人，而且还是一位有着严格要求他人名声的失意导演:147。在纽约市取景拍摄同样令麦肯德里克感到焦虑，外景是在最繁忙、最喧闹的地区拍摄，还偶尔会有崇拜托尼·柯蒂斯的年轻粉丝穿过警方设置的障碍物影响到电影的拍摄。导演对此回忆道，“我们于上下班高峰时段在时代广场开拍，我们有高效率的演员和一台摄影机吊车，还有着警察的帮助等等等等，但我们就是没有剧本。我们知道自己是在蒙着眼睛前进，但也就只能这样。”:147
《成功的滋味》的摄影师是史上最伟大的摄影师之一黄宗霑，因为他擅用厚重的阴影，所以有一个“低调老黄”（Low Key Howe）的绰号。为了让片中夜总会的场景展现一种闪闪发光的感觉，他还直接在布景上涂油，力求凸显场景的俗气与诱惑力。

## 反响
《成功的滋味》上映前首先进行了试映，但反响不佳，托尼·柯蒂斯的粉丝希望看到他像以往一样扮演一个正直的帅小伙，因此对这个攻于心计的西德尼·法尔科并不买账。麦肯德里克表示记得看到观众们“卷起衣袖和裤管，双手双脚交叉，对画面上的内容感到厌恶”:161。伯特·兰卡斯特的粉丝也同样不为他们偶像的表现感到激动，“觉得电影过于沉闷，说话太多”:161。电影票房上遭到了惨败，制片人赫克特对此怪责自己的搭档希尔。希尔对此回忆道：“试镜那天晚上哈罗德对我说，‘你知道你在拖累我们的公司吗？我们会在这部电影上赔掉上百万美元。’”:161不过兰卡斯特责怪的是莱赫曼，之后回忆起此事的莱赫曼说：“伯特在试映后的一场聚会上威胁我。他说，‘你本没必要撒手不管的，你本能让这成为一部更好的电影。我真该好好扁你一顿。’我回答说，‘动手啊，我正好用得上一笔钱。’”:161
1957年6月27日，《成功的滋味》在纽约首映，评论家对电影的反响要好得多。《时代周刊》认为“通过激烈的演技、紧绷的导向……精湛的摄影……以及最重要的，无与伦比的对白”，这部电影的“戏剧性高度有了非常大的提升”:161，该杂志和《纽约先驱报》一样将《成功的滋味》列入1957年十大佳片名单中。电影的声誉也随着时间的推移与日俱增，《纽约》杂志的大卫·邓拜称其为所有纽约电影中“最辛辣，最优秀的”，因为它“比我所知道的任何其它电影都更好地”捕捉到了“时代广场和大城市的新闻氛围”:162。
根据烂蕃茄上收集的45篇评价文章，有44篇给出了“新鲜”的正面评价，“新鲜度”为98%，平均得分8.7分（满分为10分）。在另一家综合评论收集网站Metacritic上一共收集了5篇专业评论文章，其得分为100分（满分）。虽然导演对演员的指导和对镜头的把握在当时是非凡的，但现代评论家所赞扬的只是电影的台词。A·O·斯科特在《纽约时报》上称赞其中高调的街头俗语虽然“没有任何一位真正的纽约人说过，但每一个真正的纽约人都会希望能够让自己来说”。《纽约观察家报》的安德鲁·萨里斯写道，“看这部电影最大的动力就是其中那机智、辛辣而地道的对话，在这个特技文盲的时代，这样的台词你永远都不可能再从银幕上听到了”。

### 影响
1993年，《成功的滋味》因其“文化、历史和审美方面的显著成就”，被美国国会图书馆列入国家电影登记部下属的国家电影保存委员会保护电影名单。《时代周刊》将影片评为“史上百大佳片”之一。2002年，马文·哈姆利奇、克雷格·卡尼里亚和约翰·格尔共同制作的同名音乐剧上映；2003年，美国影艺协会评选AFI百年电影史百大银幕英雄与恶魔，J·J·汉赛克在其中的恶魔榜上名列第35位。电影也因其中的对白而获得了邪典电影的地位:152。在1982年上映，由巴瑞·莱文森执导的喜剧片《餐馆》中，有一个角色不断地在电影中转悠，嘴里说着《成功的滋味》中的台词，导演以此来向本片致敬:152。

## 家用媒体
2011年2月，标准收藏发行了《成功的滋味》的DVD和蓝光影碟，其中新增了电影学者詹姆斯·奈尔摩尔对电影的一条新评论音轨；一部1986年纪录片《麦肯德里克：走开的那个人》（Mackendrick: The Man Who Walked Away），其中包含对导演亚历山大·麦肯德里克、男主角伯特·兰卡斯特、制片人詹姆斯·希尔等人所进行的采访；一部1973年的纪录片《黄宗霑：摄影师》，讲述这位华裔奥斯卡最佳摄影奖得主的故事，并且还有摄影师提供的一点摄影照明方面的教程；对电影评论家、历史学家尼尔·盖布勒有关传奇专栏作家沃尔特·温切尔的视频采访，对导演、编剧詹姆斯·曼高德有关他的导师亚历山大·麦肯德里克的视频采访；另外还有一本小册子，其中除了评论家加里·吉丁斯的一篇简介外，还有两个短篇故事，克利福德·奥德斯对导演所著《电影创作》（On Film-making）一书的摘录等内容。

## 扩展阅读
- Ernest Lehman and Clifford Odets. . Faber and Faber Ltd. 1998年12月. ISBN 978-0-571-19410-0.
- Charles Strum. . The New York Times. 2002-03-10  [2013-06-28]. （原始内容存档于2008-02-13）.
- Richard Corliss. . Time. 2002-03-21  [2013-06-28]. （原始内容存档于2013-08-24）.
- Alexander Mackendrick. . Film in Focus. 2008-06-16  [2013-06-28]. （原始内容存档于2013-07-28）.